# Фризский национализм
Фризский национализм (з.-фриз. Frysk nasjonalisme, нидерл. Fries nationalisme, нем. friesischer Nationalismus) — националистическая идеология, рассматривающая фризов как единую нацию со своей собственной особой культурой. Её сторонники борются за больший уровень автономии для своего народа, а также поддерживает культурное единство всех фризов, независимо от современных территориальных границ. Фризы получили свое название от одноимённого древнего германского племени, населявшего северные прибрежные районы современных Нидерландов, несмотря на то, что исторические исследования показали отсутствие прямой этнической преемственности между древними фризами и более поздними средневековыми «фризами», от которых и происходят современные фризы. В Средние века эти фризы смогли создать своё собственное королевство, а впоследствии обеспечить себе свободу, прежде чем были подчинены более сильными соседними державами.
Земли, населённые фризами и называющиеся Фризией, простираются вдоль всего региона Ваттового моря: от северных Нидерландов до северо-западной Германии. Эти области иногда объединяют под общим латинским названием Magna Frisia (Большая Фризия) или Tota Frisia (Вся Фризия). Фризию обычно подразделяют на три части: Западную Фризию в северных Нидерландах, Восточную Фризию в немецкой земле Нижняя Саксония и Северную Фризию в немецкой земле Шлезвиг-Гольштейн. Фризия также разделена между различными языковыми группами, говорящими на западнофризском (распространённом в Нидерландах и наиболее крупном по числу носителей), затерландском фризском (в части Нижней Саксонии) и севернофризском языках (северо-запад земли Шлезвиг-Гольштейн).
С конца эпохи Возрождения землями фризов управляли другие народы, и фризская культура постепенно вытеснялась их властями во многих областях жизнедеятельности. В XIX веке возник фризский национализм в качестве сознательного движения за возрождение фризской культуры. В XIX и XX веках ширились контакты между нидерландскими и немецкими фризами, что способствовало формированию у них транснационального сознания, для которого были характерны следующие концепции: общая история, неоднозначное отношение к фризским языкам (из-за того, что во многих областях он уже был вытеснен нидерландским и немецким, фризские националисты зачастую и вовсе не придавали значение языковому вопросу), особое внимание к «периферийной сельской местности» и определение фризского национального характера как «доброго, свободолюбивого и спокойными». Первые фризские националисты продвигали мифические романтические представления об истории и будущем своего народа, в частности писали о возможном существовании в прошлом «Великой Фризской империи» и о современной Фризии как её исторической преемнице. Современные же исторические исследования показали, что Фризия долгое время имела сложный социально-политический ландшафт и что современная Фризия мало соотносится со своими предполагаемыми историческими предшественниками.